# Karl Wilckens

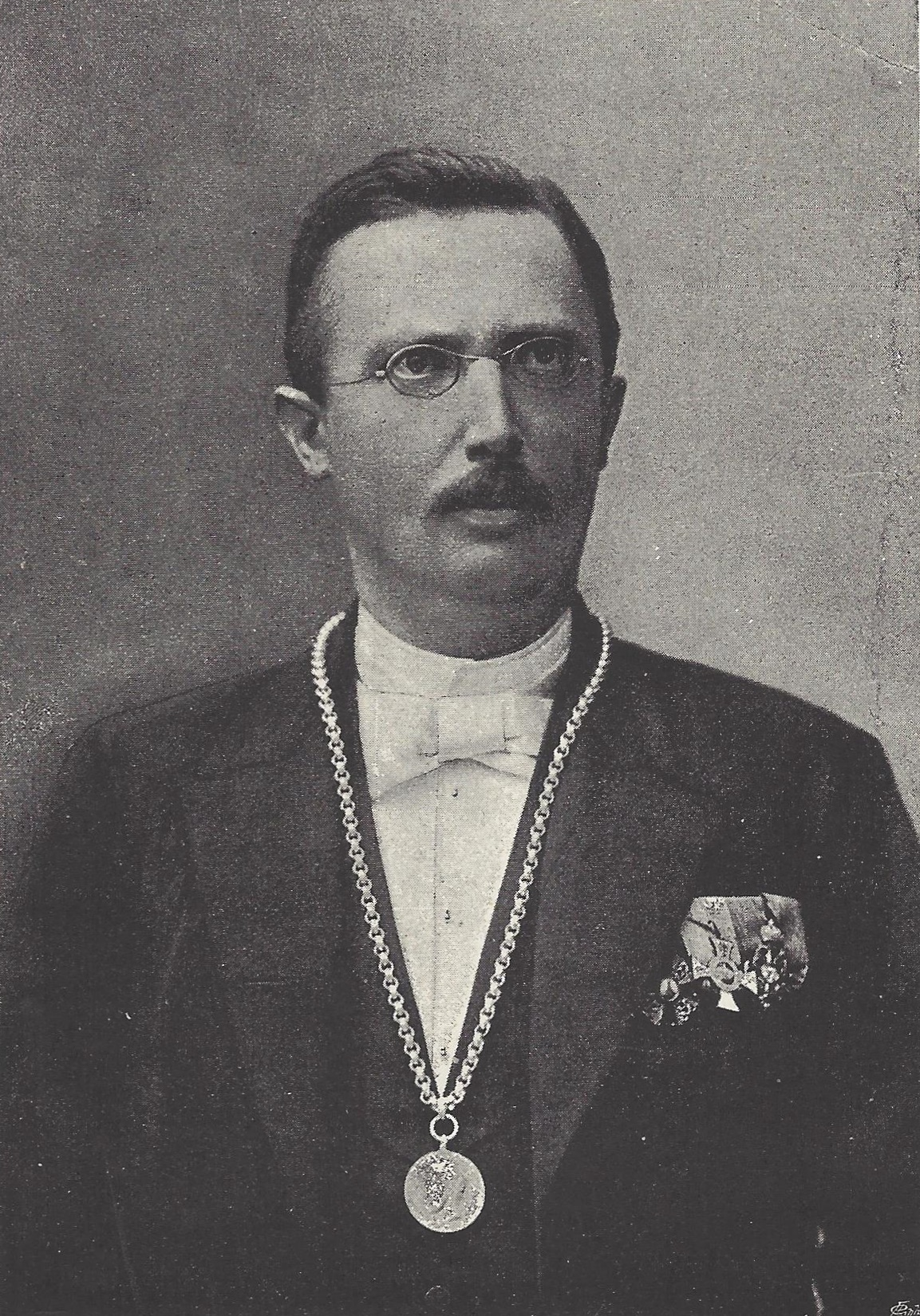
Karl Wilckens um 1913

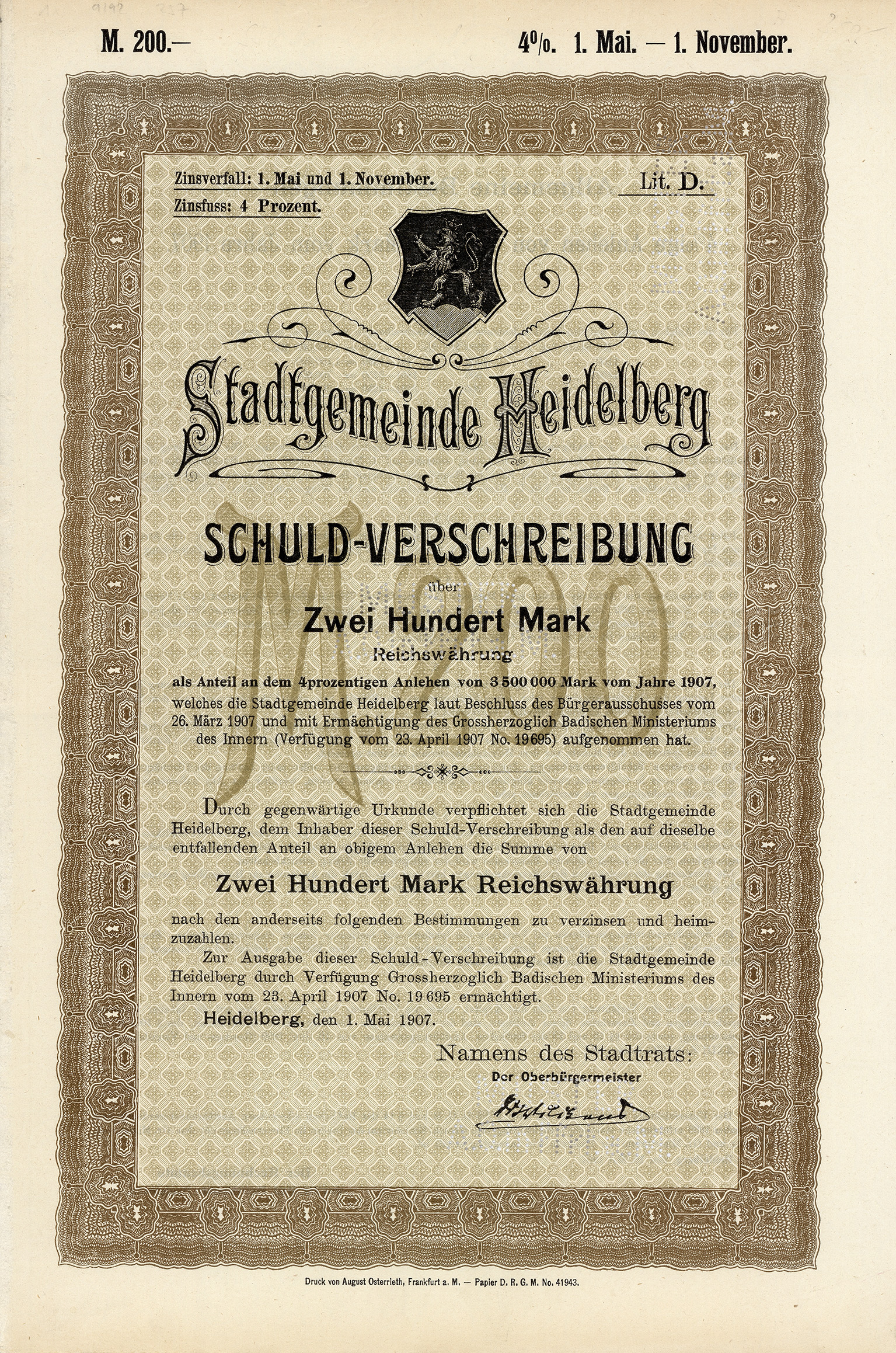
Schuldverschreibung über 200 Reichsmark der Stadtgemeinde Heidelberg vom 1. Mai 1907 mit Unterschrift von Oberbürgermeister Karl Wilckens

Karl Wilckens (* 23. November 1851 in Tauberbischofsheim; † 6. Januar 1914 in Heidelberg) war ein deutscher Kommunalpolitiker. Von 1885 bis 1913 war er Oberbürgermeister von Heidelberg.

## Werdegang
Wilckens studierte Rechtswissenschaften. Er war in verschiedenen Funktionen innerhalb der Kommunalverwaltung in Mannheim, Heidelberg und Bonndorf im Schwarzwald tätig, bis er am 15. Januar 1885 vom Heidelberger Bürgerausschuss zum Oberbürgermeister gewählt wurde. Eine Wiederwahl durch den Bürgerausschuss erfolgte am 16. März 1903. Am 4. Dezember 1913 trat Wilckens wegen einer schweren Erkrankung von seinem Amt als Oberbürgermeister der Stadt Heidelberg zurück.
In den Jahren von 1887 bis 1909 war Karl Wilckens Mitglied der Zweiten Kammer der Badischen Ständeversammlung. Er gehörte dort der Fraktion der Nationalliberalen Partei an. 1906 wurde Wilckens Präsident der Zweiten Kammer und von 1907 bis 1908 ihr Vizepräsident. Seit 1909 bis zu seinem Tode war Wilckens im Anschluss Mitglied der Ersten Kammer der Badischen Ständeversammlung.

## Ehrungen
- Am 3. Dezember 1913 erhielt Karl Wilckens das Ehrenbürgerrecht der Stadt Heidelberg.
- Nach K. Wilckens sind benannt:

- eine Straße im Stadtteil Neuenheim

- eine Schule im Stadtteil Bergheim

- ein Granitfelsen im Naturschutzgebiet Russenstein am Neckar

Karl Wilckens fand seine letzte Ruhestätte  auf dem Heidelberger Bergfriedhof in der (Abt. Y). Die Grabstätte wird von einem übergroßen
Menhir aus Granit dominiert.